# Baku Open 2012
Baku Cup 2012 professionel tennisturnering for kvinder. Det var den anden udgave af turneringen. Turneringen var en del af WTA Tour 2012. Turneringen blev afviklet i Baku, Aserbajdsjan fra den 23 til 29. juli 2012.

## Finalerne

### Damesingle
Uddybende artikel: Baku Open 2012 (damesingle)
- Bojana Jovanovski def.  Julia Cohen, 6–3, 6–1

### Damedouble
Uddybende artikel: Baku Open 2012 (damedouble)
- Irina Buryachok /  Valeria Solovieva def.  Eva Birnerová /  Alberta Brianti, 6–3, 6–2